# 1910 في الأرجنتين
فيما يلي قوائم الأحداث التي وقعت خلال عام 1910 في الأرجنتين.

## سياسة

### تعيين في المنصب
- 12 أكتوبر – روكي ساينز بينيا رئيس الأرجنتين.
- 12 أكتوبر – فيكتورينو دي لا بلازا نائب رئيس الأرجنتين [الإنجليزية]‏.

### انتهاء فترة المنصب
- 30 أبريل – خوسيه إيفاريستو عضو مجلس الشيوخ الأرجنتيني ‏.
- 9 أغسطس – فيكتورينو دي لا بلازا وزارة الخارجية والتجارة الدولية والعبادة (الأرجنتين).

## رياضة
- 1 يناير – دوري الدرجة الأولى الأرجنتيني 1910 الفائز Alumni Athletic Club [الإنجليزية]‏.

## مواليد

### يناير
- 1 يناير – اميليو كاسترو لاعب كرة قدم أرجنتيني.
- 1 يناير – نيكولاس باريوس لينش

### فبراير
- 4 فبراير – ألبرتو أرماندو لاعب كرة قدم أرجنتيني.
- 5 فبراير – فرانسيسكو فارايو لاعب كرة قدم أرجنتيني.

### مارس
- 19 مارس – خوسيه رودريغيز مبارز بالسيف أرجنتيني.

### أبريل
- 10 أبريل – هيلينيو هيريرا لاعب كرة قدم أرجنتيني.

### مايو
- 27 مايو – لويس سانشيز لاعب كرة قدم أرجنتيني.

### يوليو
- 15 يوليو – إنريكو غوايتا لاعب كرة قدم إيطالي.

### أغسطس
- 29 أغسطس – خوسيه ماريا غيدو

### سبتمبر
- 15 سبتمبر – أركاديو لوبيز لاعب كرة قدم أرجنتيني.

### أكتوبر
- 26 أكتوبر – أنتونيو ألبرينو لاعب كرة قدم أرجنتيني.

### نوفمبر
- 7 نوفمبر – ماريا روسا دي ليدا مالكيل
- 10 نوفمبر – كلاوديو مارتينو ممثل أرجنتيني.

### ديسمبر
- 19 ديسمبر – كارلوس بيانكي رياضي أرجنتيني.